# Oceanska termalna elektrarna
Oceanska termalna elektrarna (ang. OTEC Ocean Thermal Energy Conversion) je tip elektrarne na obnovljive vire, ki uporablja toplotno razliko morske vode za generiranje elektrike ali pa druge namene. Deluje na principu Rankinovega krožnega cikla, podobno kot pri termolektrarni z uporabo parne turbine. Vendar so temperaturne razlike zelo majhne, majhna je tudi delovna temperatura, zato je termodinamični izkoristek zelo majhen. Za generiranje npr. 100 MW električne energije bi potrebovali približno količino 44.000 ton vode na minuto, kar ustreza teži bojne ladje iz druge svetovne vojne vsako minuto.
.